# Christ II
Christ II (of The Ascension) is een Oudengels gedicht van de Angelsaksische dichter Cynewulf. Het is bewaard gebleven in het 10e-eeuwse Exeter Book. 
Christ is een gedicht in drie delen, genaamd Christ I, II en III. De respectievelijke delen worden ook betiteld als Advent, Ascension en Doomsday. Voorheen werd het gehele werk 
toegeschreven aan Cynewulf. Onderzoek heeft uitgewezen dat alleen het tweede deel door hem is geschreven.
Het gedicht omvat de regels 440 tot 886 van het complete werk en beschrijft de Hemelvaart van Christus en zijn ontvangst in de hemel.